# Cantó de Rodés-Oest
El cantó de Rodés-Oest és un cantó francès del departament de l'Avairon, situat al districte de Rodés. Té sis municipis i el cap cantonal és Rodés.

## Municipis
- Druèla
- Luc-la Primalba
- Olemps
- Rodés

## Història
| Data d'elecció                           | Identitat           | Partit | Qualitat |
| ---------------------------------------- | ------------------- | ------ | -------- |
| 1988-19948                               | André Laur          | UDF    |          |
| 1994-2008                                | Jean-Paul Espinasse | MoDem  |          |
| 2008-2010                                | Christian Teyssèdre | PS     |          |
| 2010-                                    | Nicole Laromiguière | PRG    |          |
| les dades anteriors no són pas conegudes |                     |        |          |
|                                          |                     |        |          |

## Demografia
| 1962 | 1968 | 1975 | 1982 | 1990   | 1999   | 2006   |
| ---- | ---- | ---- | ---- | ------ | ------ | ------ |
|      |      |      |      | 19.690 | 20.558 | 21.593 |